# Higham (West Suffolk)
Higham – wieś w Anglii, w hrabstwie Suffolk, w dystrykcie West Suffolk. Leży 47 km na północny zachód od miasta Ipswich i 96 km na północny wschód od Londynu. Miejscowość liczy 140 mieszkańców.